# 张集馨
张集馨（1800年—1879年），字椒云，別號时晴斋主人，江苏仪徵人，清朝官员。

## 生平
嘉庆五年（1800年）三月二十九日辰时生于江苏仪徵小市口。
道光二年（1822年）举人。道光九年（1829年）乙丑科进士，翰林院庶吉士。
道光十年（1830年）十月充武英殿协修。
道光十二年（1832年）四月散馆一等授编修，七月充武英殿篡修。
道光十六年（1836年）五月保送御史记名，补授山西朔平府知府，九月抵任，赈灾治蝗。
道光十七年（1837年）创立玉林书院。
道光十八年（1838年）七月调署山西太原府，依法办案。
道光十九年（1839年）三月回朔平任。四月署山西雁平道(代县)。
道光二十一年（1841年）三月补授福建汀漳龙道。目睹总督颜伯焘革职回广东途经漳州时的排场。道光二十四年（1844年）九月服满，入京候缺。
道光二十五年（1845年）正月补授陕西督粮道，因旱荒向陕西巡抚林则徐(1785-1850)请示缓征，得林赏识。
道光二十七年（1847年）六月补授四川按察使，九月入京，召对（接受召见）二次。
道光二十九年（1849年）七月补授貴州布政使，十一月入京，召对五次。
道光三十年（1850年）调补河南布政使。
咸丰元年（1851年），二月召对八次。六月总督琦善因案被劾，张受累，遣戍军台。萨阿迎暂署总督。
咸丰二年（1852年）五月含冤到戍，十一月就庶籍，赏四品顶戴，补授河南按察使。十二月入京，召对二次。尚未出京又调补湖北按察使。
咸丰三年（1853年）正月赴任途中调补河南按察使。二月补授直隶布政使，带兵防守。目睹直隶总督桂良与其孙麟趾卖缺受贿。因受钦差大臣胜保调遣办理军务而被桂良迁怒，参劾其“不听调度，滥用帑金”，遭革职遣戍。因军务留营免遣。
咸丰五年（1855年）四月因军功赏五品顶戴。九月发往荣军营听后差遣。
咸丰六年（1856年）二月抵江南大营，病假回籍就医。八月回京，九月赏四品顶戴，署甘肃布政使，召对五次。
咸丰七年（1857年）二月抵甘肃就任。设立捐局为藩库理财。
咸丰八年（1858年）总督乐斌令出师河州剿回，张派员调停搞定。四月丁忧回籍，十月入京。
咸丰九年（1859年）五月服满，召对一次。九月加三品顶戴，署福建布政使，召对二次。
咸丰十年（1860年）正月抵任，整顿盐茶厘金。六月调补江西布政使，以兵燹、久雨、歉收等原因求总督曾国藩缓征丁粮，被奏革职。次年绕道陕西回京。
同治二年（1863年）正月补授陕西布政使，召对一次。三月抵任，四月署藩篆。七月署陕西巡抚，麦熟时节，原巡抚瑛棨怕回不肯出城收小麦，张督兵收割并剿回。刘蓉调任巡抚。总督熙麟。
同治三年（1864年）三月回原任，九月赴甘肃查办旧案，兵剿固原。
同治四年（1865年）正月因陕西巡抚刘蓉查前总督熙麟、京堂李云麟等案，被参革职，永不叙用，后因军功撤销永不叙用处分。八月病休回京。
同治九年（1870年）主讲金台书院，培养诸多尖子学生，包括同治十三年（1874年）甲戌科状元陆润庠，光绪二年（1876年）丙子恩科榜眼王赓荣、探花冯文蔚、传胪吴树梅，光绪三年（1877年）丁丑科状元王仁堪、探花朱赓飏。
光绪四年十二月十一日（1879年1月3日）北京去世。

## 著作
《时晴斋诗赋全集》，《十三经音义字辨》。
后人编钞《椒云日记》、《张集馨日记》、《张集馨自定年谱》等，均见《道咸宦海見聞錄》。

## 家族
曾祖父张盛。
祖父张能烜。祖母汪氏。
生父张式封；继父（四叔）张式尧；祧父（五叔）张式均。生母吴氏；继母许氏；祧母郑氏；庶母陈氏。三弟张集生(兼祧庶母陈氏生)，同治六年(1867年)丁卯顺天举人。
原配夫人黄氏；续弦邵氏；继配王氏；淑配谭氏、祁氏。长子张兆兰(邵夫人生)，字畹九；长媳许氏为吏部尚书许乃普之女。(继)长女张于，长婿李经方为李鸿章(继)长子。
堂侄张云藻，道光十五年(1835年)乙未科进士。堂侄张宝书，同治三年(1864年)甲子江南举人。堂侄张宝凤，同治三年(1864年)甲子江南举人。堂侄张宝恩，同治十二年(1873年)癸酉顺天举人。
外甥詹嗣贤，江苏仪徵人，同治十三年(1874年)甲戌进士。
长孙张祖颐。